# Universalité de l'Internet
 (juin 2018).
- Si vous ne connaissez pas le sujet, laissez ce bandeau (vous pouvez alors contacter les auteurs).
- Si vous supprimez le contenu mis en cause (vous pouvez préalablement contacter les auteurs),

argumentez précisément cette suppression dans la page de discussion
(un manque de référence n'est pas un argument ; une recherche réelle de référence doit avoir été effectuée, être formellement documentée).

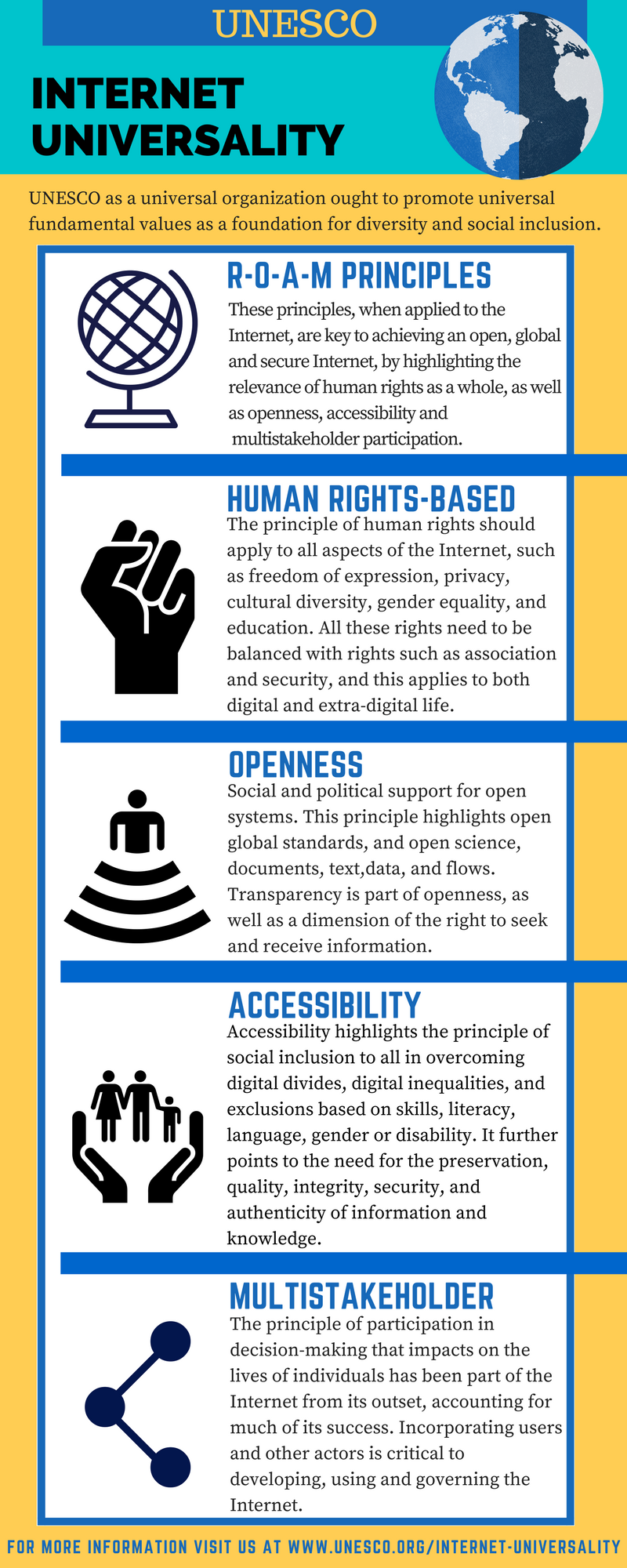
Charte de l'Universalité de l'Internet par l'UNESCO

L'universalité de l'internet est un concept développé par l'Organisation des Nations unies pour l'éducation, la science et la culture (UNESCO) selon lequel internet est « un réseau d'interactions et de relations économiques et sociales » ayant « un grand potentiel pour favoriser les droits, renforcer le pouvoir des personnes et des communautés, et promouvoir le développement durable ». Il est évalué à travers quatre principes normatifs approuvés par les États membres de l'UNESCO, résumés par l'acronyme DOAM : internet est fondé sur les droits humains ; il est ouvert ; il devrait être accessible à tous et être alimenté par la participation de multiples acteurs,. A travers ce concept, l'UNESCO entend développer l'accès à l'information et au savoir, la liberté d'expression, la vie privée et les normes et comportements éthiques en ligne.  

## Histoire
Le terme a été adopté lors de la Conférence générale de l'UNESCO en 2015 comme un moyen d'intégrer le travail de l'UNESCO, dans le cadre du Sommet mondial sur la société de l'information (SMSI). Il fait partie du projet de l'UNESCO visant à réaliser les Objectifs de développement durable à l'horizon 2030. Au cours de la 37e session de la Conférence générale, les États membres de l'UNESCO ont affirmé le principe de l'applicabilité des droits humains dans le cyberespace. Le concept d'universalité de l'Internet a ensuite été construit sur le document final de la conférence InterCONNECTer les ensembles les 3 et 4 mars 2015. En conclusion de la conférence, Getachew Engida, Directeur général adjoint de l'UNESCO, a déclaré : « Internet et toute nouvelle information et communication doivent être au cœur du programme de développement durable pour l'après 2015 en tant que force de transformation et de base pour construire les sociétés du savoir dont nous avons besoin. »

## Contexte
En 2014, plus de trois milliards d’individus dans le monde avaient accès à l’Internet. À bien des égards, c’est là un progrès majeur dans l’accès à l’information et au savoir. Cela ne représente pourtant que 42 % de la population mondiale : une grande majorité est ainsi privée de cet accès à l'Internet. D'autant que parmi ceux qui disposent d’un tel accès, beaucoup rencontrent souvent des difficultés liées à des contraintes techniques, à des barrières linguistiques, à des déficits de compétences et à de nombreux autres facteurs sociaux et politiques, qui les empêchent d’accéder à l’information et au savoir dans les conditions indispensables à la réalisation des sociétés du savoir. 
La diffusion de l’Internet progresse dans le monde mais dans le même temps, le réseau ne cesse de se transformer. L’innovation se poursuit à un rythme rapide dans de nombreux domaines, des applications mobiles et des systèmes de paiement aux médias sociaux et aux technologies de l'information et de la communication (TIC). L’Internet est aujourd’hui accessible à un nombre de personnes plus grand et sous des formes très puissantes. Il est également devenu une ressource majeure stimulant le développement économique.

## Les principes de l'universalité de l'internet: DOAM
Les principes DOAM constituent un cadre théorique permettant d'évaluer l'état d'avancement de chaque domaine-clé de la politique publique d'Internet. Le cadre souligne un ensemble de principes qui, appliqués à Internet, visent à mettre en place un Internet ouvert, global et sécurisé, en soulignant la pertinence des droits humains dans leur ensemble, ainsi que l'ouverture, l'accessibilité et la participation d'acteurs multiples aux processus décisionnels.

### Les droits humains
L’Internet devient si important pour la vie courante, le travail et l’identité dans une bonne partie du monde, qu’il est de plus en plus difficile de distinguer la pratique des Droits de l'homme en ligne et sa pratique hors ligne. L’UNESCO, et le système des Nations unies en général, ont érigé en principe l’idée que les droits de l’homme devaient s’appliquer à tous les aspects de l’Internet. C’est le cas notamment de la Liberté d'expression et du respect de la vie privée. Dans le même temps, d’autres Droits comme la diversité culturelle, l’égalité des genres et le droit à l'éducation, devraient aussi s’appliquer sur l’Internet. Les droits de l'homme étant indivisibles, tous les droits susmentionnés doivent être mis en balance avec des droits tels que le droit à la liberté d'association et le droit « à la vie, à la liberté et à la sûreté de la personne », dans l’univers numérique, comme dans d’autres sphères.

### L'ouverture
Appliqué à l’Internet, ce principe général met l’accent sur la nécessité de formats ouverts, l’interopérabilité, les interfaces d’applications ouvertes, et sur la science ouverte, et la libre circulation des documents, des textes et des données. Il exige notamment un soutien social et politique, et pas seulement technique, en faveur des systèmes ouverts. La transparence est un aspect de l’ouverture, ainsi qu’une dimension du droit de rechercher et obtenir des informations. De ce point de vue, notamment, droits et ouverture sont interdépendants.

### L'accessibilité
Le principe général d’inclusion sociale est particulièrement pertinent lorsqu’il est appliqué à l’Internet. Mettant l’accent sur l’accessibilité pour tous, il appelle à combattre la fracture numérique et les inégalités dans ce domaine, ainsi que les exclusions liées aux compétences, à l’alphabétisme, à la langue, au genre ou au handicap. Il fait en outre ressortir la nécessité de modèles d’affaires viables pour les activités liées à l’Internet, et de la confiance pour tout ce qui concerne la conservation, la qualité, l’intégrité, la sécurité, et l’authenticité de l’information et des connaissances. L’accessibilité est indissociable des droits et de l’ouverture.

### La participation d'acteurs multiples
Le principe général de participation à la prise des décisions ayant un impact sur la vie de chacun s’est appliqué à l’Internet dès ses débuts, ce qui explique en grande partie son succès. Il consiste à reconnaître la valeur de l’intervention d’acteurs multiples, y compris les utilisateurs, auxquels est assignée une place centrale, ainsi que d’autres acteurs essentiels du développement, de l’utilisation et de la gouvernance de l’Internet, à toutes sortes de niveaux. Le principe de la participation d’acteurs multiples consolide les droits, l’ouverture et l’accessibilité.

## Les quatre dimensions clés

### Accès à l’information et au savoir
L'accès à l'information et au savoir englobe la capacité de rechercher et de recevoir une information scientifique, autochtone ou traditionnelle ouvertes en ligne et de produire du contenu sous toutes ses formes. Cela nécessite des initiatives pour la liberté d'information et la construction de connaissances ouvertes et préservées, ainsi que le respect de la diversité culturelle et linguistique, des opportunités éducatives de qualité pour tous, la lutte contre les inégalités fondées sur le revenu, les compétences, l'éducation, le sexe, l'âge, la race, et l'appartenance ethnique ou l'accessibilité pour les personnes handicapées,,.

### Liberté d’expression
La liberté d'expression implique la possibilité d'exprimer librement ses opinions sur Internet, depuis les droits des internautes jusqu'à la liberté d'expression en ligne, en passant par la liberté de la presse et la sécurité des journalistes, des blogueurs et des défenseurs des droits de l'homme. échange de vues ouvert et respect des droits d'expression en ligne gratuite. La protection de la vie privée renvoie généralement aux pratiques et politiques Internet qui respectent les droits des individus à avoir une attente raisonnable d'avoir un espace personnel et à contrôler l'accès à leurs informations personnelles. Le respect de la vie privée, par conséquent, permet aux individus d'exprimer librement leurs idées sans crainte de représailles.

### Respect de la vie privée
La protection de la vie privée est cependant un concept délicat qui va de pair avec la promotion de l'ouverture et de la transparence et la reconnaissance que la vie privée et sa protection sous-tendent la liberté d'expression et la confiance dans Internet.

### Éthique
L’éthique est attentive au choix existant entre plusieurs options et elle inclut les intentions dictant les actes, ainsi que les effets, voulus ou non, car les conséquences des décisions ont eu des répercussions sur le bien-être des individus et de la société. L’utilisation de l’Internet peut avoir des effets positifs, mais il peut aussi en être fait des usages abusifs ou en violation des normes établies, pouvant porter préjudice à des tiers. Il s’agit ici de savoir si les normes, les règles et les procédures qui déterminent les comportements en ligne se fondent sur des principes éthiques ancrés dans les Droits de l'homme. Autrement dit si les normes visent à protéger les libertés et la dignité des internautes et sont axées sur l’amélioration de l’accessibilité, l’ouverture, l’inclusion et la participation multipartite sur l’Internet. Les pratiques, législations et politiques relatives à l’Internet peuvent être sensibles aux considérations d’ordre éthique, comme le refus de toute discrimination fondée sur le genre, l’âge ou le handicap. L’éthique peut contribuer à façonner les pratiques et politiques nouvelles.

## Indicateurs de l'Universalité de l'Internet
L’UNESCO développe actuellement des indicateurs de l’universalité de l‘Internet afin d'aider les gouvernements et les autres acteurs à évaluer leurs environnements nationaux d‘Internet et ainsi à promouvoir les valeurs associées à l’universalité de l’Internet. Le processus de recherche envisagé inclut des consultations dans divers forums internationaux ainsi qu'une consultation en ligne ouverte à tous, mais aussi une série de publications sur des sujets importants liés à la liberté d'Internet tels que le cryptage, les discours haineux en ligne, la confidentialité, la sécurité numérique et le journalisme. Les résultats de cette recherche multidimensionnelle seront publiés en juin 2018. Les indicateurs définitifs seront soumis aux États membres de l'UNESCO dans le cadre du Programme international pour le développement de la communication(PIDC) pour approbation.